# Brachyorrhos wallacei
Espèce
Brachyorrhos wallacei est une espèce de serpents de la famille des Homalopsidae.

## Répartition
Cette espèce est endémique de Halmahera dans les Moluques en Indonésie,.

## Description
Les mâles mesurent de 453 à 660 mm et les femelles de 394 à 462 mm, sans la queue.

## Étymologie
Cette espèce est nommée en l'honneur d'Alfred Russel Wallace.

## Publication originale
- Murphy, Mumpuni, de Lang, Gower & Sanders, 2012 : The Moluccan short-tailed snakes of the genus Brachyorrhos Kuhl (Squamata: Serpentes: Homalopsidae), and the status of Calamophis Meyer. The Raffles Bulletin of Zoology, vol. 60, no 2, p. 501-514 (texte intégral).